# 1968年黑人權力致敬事件

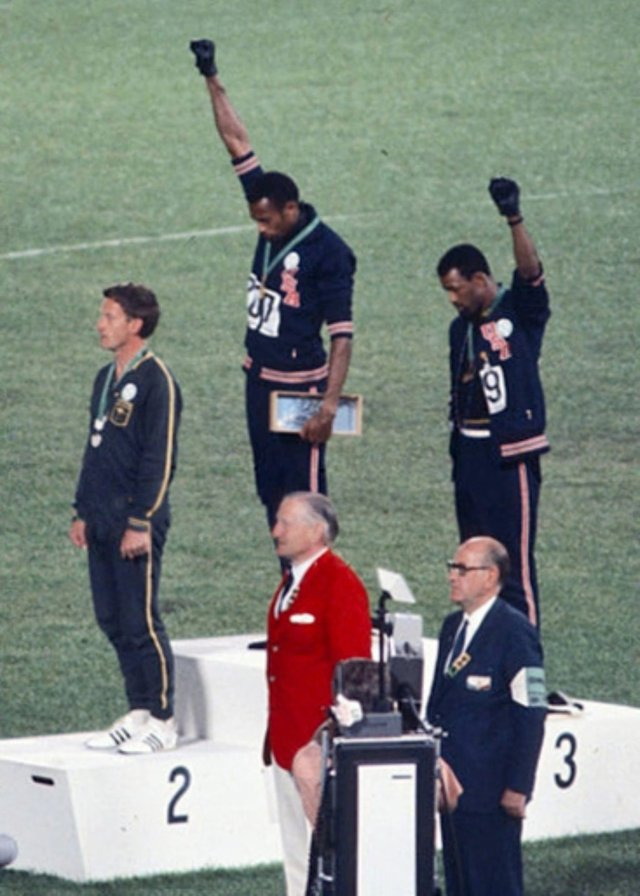
1968年夏季奧運會200米比賽結束後，金牌得主湯米·史密斯（中）和銅牌得主約翰·卡洛斯（右）在領獎台上舉起拳頭。來自澳大利亞的彼得·諾曼（銀牌得主，左側）也佩戴著與史密斯和卡洛斯相同的OPHR徽章。

1968年奧運會黑人權力致敬事件是非洲裔美國運動員湯米·史密斯和约翰·卡洛斯在墨西哥城奧林匹克體育場舉行的1968年夏季奧運會頒獎儀式上所進行的政治示威。史密斯和卡洛斯分別在田徑200米的比賽獲得金牌和銅牌後，他們在領獎台上面向他們的國旗，當聽到美國國歌時，兩個運動員舉起戴著黑手套的拳頭，直到國歌結束。此外，史密斯，卡洛斯和澳大利亞銀牌得主彼得·諾曼都穿著有人權徽章的夾克。史密斯在他的自傳《沉默的姿態》中表示，這一姿態不是對“黑人權力”的致敬，而是“對人權致敬”。該事件被認為是現代奧運史上最公開的政治聲明之一。

## 事件經過
1968年10月16日早上， 美國選手湯米·史密斯以世界紀錄19.83秒贏得200公尺賽跑。澳洲選手彼得·諾曼以20.06秒獲得第2名，而美國選手约翰·卡洛斯則以20.10秒的成績獲得第3名，比賽結束後，三名得獎者登上頒獎台，並由第六代艾克希特侯爵兼前英國選手大衛·塞西爾頒獎。而兩位美國選手在只穿黑色襪子的情況下上台領獎，以象徵黑人貧困的背景。史密斯在脖子上戴著黑色圍巾，代表著身為黑人的驕傲；卡洛斯拉開上衣的拉鍊，表達了對美國所有藍領工人的敬意，並戴著一串珠子，代表「獻給那些被私刑或被殺害，而沒有人為之祈禱的人。」，象徵著那些在殖民開墾初期被運送到美洲大陸的過程裡，在三角貿易途中被拋下船的黑人。三名運動員都跟隨諾曼身著奧運人權項目（OPHR）的徽章夾克，以及其批評澳大利亞舊有的白澳政策的理念，表達了對他們的同感。奧運人權組織（OPHR）的發起人兼社會學家哈瑞·艾德華曾促使黑人運動員抵制奧運比賽；而據說史密斯和卡洛斯在1968年10月16日這天所發起的行動，就是受到艾德華的啟發。
起初，兩位美國運動員原本打算各自攜帶一雙黑色手套前往會場，但由於卡洛斯把自己的手套忘在選手村，於是彼得·諾曼向卡洛斯提議戴上史密斯的左手套。因為這個原因，使得卡洛斯舉起的是左手，而不是右手，不同於以往宣示黑色人權的方式。當頒獎開始，美國國歌響起時，史密斯和卡洛斯低下頭並舉起手，之後這成為一個全球以頭條報導的形象。當他們一離開頒獎台時，周圍觀眾噓聲四起。史密斯表示：「如果我贏了比賽，我會被當作美國人，而不是美國的黑人（Black American）。如果我做了些不好的事，他們便稱我為黑鬼（Negro）。但我們以身為黑人為榮。美國的黑人同胞將能理解我們今晚的所做所為。」
史密斯在幾年後表示：「我們當時對缺乏黑人的助理教練感到擔心。以及穆罕默德·阿里如何被剝奪了他的頭銜。我們也擔心無法獲得缺乏良好的居住環境，和我們的孩子未來無法進入頂尖大學。」

## 國際奧林匹克委員會的回覆
國際奧林匹克委員會（IOC）主席艾弗里·布倫達治認為這是國內政治聲明，不適合奧運會這樣非政治性的國際場合。他命令史密斯和卡洛斯停止以美國隊身分出賽，並禁止其進入奧運村，以懲戒他們的行為。當美國奧林匹克委員會拒絕時，布倫達治威脅要將整個美國田徑隊禁賽，於是迫使兩名運動員被逐出當屆奧運會。
一個國際奧林匹亞委員會的發言人批評主張史密斯和卡洛斯的行為「蓄意且嚴重地違反奧林匹克精神的基本原則。」然而，布倫達治於1936年擔任美國奧林匹克委員會的主席時，在柏林奧運會期間並未對納粹禮的行為表達反對。他主張的論點為：在一個眾多國家參與的競賽環境中，納粹禮是當時德國的國家敬禮方式，但這兩位運動員的行為並非代表一個國家，因此不應被接受。
即使在第二次世界大戰爆發之後，布倫達治仍然被指為美國著名的同情納粹的公眾人物之一；而奧林匹克人權協會（OPHR）的三個實踐目標之一，就是將布倫戴奇從國際奧委會主席的職位上拉下台。
2013年，國際奧委會官方網站發表聲明，“除了得到獎牌之外，這兩位運動員更透過對種族歧視的抗議行為而獲更多關注。”

## 餘波
史密斯和卡洛斯受到了美國體育界很大的排斥與批評。《時代》雜誌於1968年10月25日寫道：「『更快，更高，更強』（Faster, Higher, Stronger）是奧運會的座右銘。但『更憤怒、更兇惡、更醜陋』比較適合描述上週在墨西哥城發生的情景。」回到家鄉後，史密斯和卡洛斯都受到歧視，而他們和他們的家人們都曾接到死亡威脅。
史密斯繼續參加田徑比賽，並且加入辛辛那提孟加拉虎隊後一起參加NFL比賽，之後成為奧伯林學院體育助理教授。1995年，他在巴塞隆納世界室內田徑錦標賽上協助指導美國隊。1999年，他被授予加州黑人運動員千禧獎。而他現在成為了一位公眾演說家。

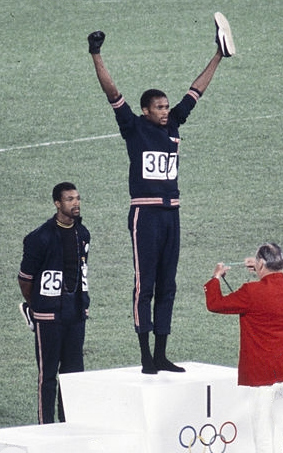
約翰·卡洛斯（左）和湯米·史密斯（中）在1968年奧運會200米頒獎典禮上戴著黑色手套，雙腳是黑色襪子，沒穿鞋子

卡洛斯的職業生涯也走上了類似的道路。第二年，他成功打破了100碼短跑世界紀錄。卡洛斯也曾嘗試職業足球，獲得1970年NFL選秀中的第15輪選秀，但是膝蓋受傷限制了他與費城老鷹隊的比賽。然後，他進入了加拿大足球聯賽，在那裡他為蒙特婁雲雀隊打了一個賽季。他在1970年代末陷入困境。1977年，他的前妻自殺，導致他陷入谷底。1982年，他受僱於組織委員會，且參加了1984年夏季奧運會，以推廣奧運，並與該市的黑人社區聯絡。1985年，成為棕櫚泉高中的田徑教練。截至2012年，卡洛斯還在該校擔任顧問。
史密斯和卡洛斯在2008年年度卓越運動獎頒獎典禮上獲得阿什勇氣獎，以表彰他們的行動。與對手一起參與抗議的諾曼，之後不斷受到澳大利亞媒體保守派的批評。澳大利亞代表團團長朱利葉斯·帕奇表現得不很在意，半開玩笑地私下告訴諾曼，說：“他們代替你而吶喊，所以就當作你自己已接受過處罰。對了，你有拿今天曲棍球賽的門票了嗎？儘管獲得了13次資格，諾曼還是沒有被選為代表參加1972年夏季奧運會。事實上，自1896年現代奧運會開始以來，澳大利亞並沒有向1972年的奧運會派出任何男性短跑運動員。當諾曼在2006年去世時，史密斯和卡洛斯在他的葬禮上擔任護柩者。
澳大利亞官員曾表示他們在1968年的比賽中支持諾曼，沒有懲罰他，並且一直認為他是「我們最好的奧運選手之一」。諾曼在1970年英聯邦運動會上代表澳大利亞出賽並獲得，但在1972年奧運會之前因膝蓋受傷而嚴重影響了他的表現。
2012年，澳大利亞聯邦議會正式公開向諾曼道歉，一名國會議員告訴議會，諾曼的行為「是一個英雄主義和謙遜的時刻，提升了國際上對種族不平等的認識。」
此外，韦恩·科利特和文斯·马修斯在1972年慕尼黑的比賽中進行類似的抗議活動後也遭到禁止繼續參賽的處分。

## 感謝與致敬
在2011年圭爾夫大學的演講中，加拿大奧林匹克委員會成員兼加拿大奧林匹克馬術隊隊長阿卡什馬哈拉傑說：「在那一刻，湯米·史密斯，彼得·諾曼和約翰·卡洛斯成為奧林匹克理想主義活生生的典範。從那以後，他們為了我們這一代的運動員們帶來啟發，但一如我自己， 所能做的只是夢想能追隨他們的腳步，能夠把更重要的原則，擺在個人的利益之上；然而，成為比當時奧委會主席更具影響力的人是他們的不幸。」
2016年，華盛頓特區的國家非裔美國歷史和文化博物館還設有雕像，以紀念這幾位運動員的貢獻。

### 聖荷西大學
在2005年，聖荷西州立大學為了向史密斯和卡洛斯兩位校友致意，設立了名為《Victory Salute》的紀念雕像。雕像由藝術家里戈23（Rigo 23）創作，高22英尺。這是由一位學生艾瑞克·格羅茲所發起的活動，他說：「我的一位教授談到這兩位無名英雄事蹟，也就是湯米·史密斯和約翰·卡洛斯。他說他們為了人民做了一項偉大的貢獻，但他們卻從來沒有被自己的學校表揚過。」這尊雕像位於學校的中心，地點位在 D. Clark Hall 和 Tower Hall 的旁邊。其中亞軍諾曼的位置是空的，在雕像中的空位旁有一塊牌匾，上面寫著「請站上來」，是諾曼特意要求製作者留下的空位。他希望前來造訪雕像的參觀者可以站在紀念碑上，體驗跟他們站在一起的感受，象徵跟他們一起奮鬥。
這些青銅雕像並沒有穿鞋子，但紀念碑底部有兩隻鞋子。右邊的鞋子是青銅製的藍色Puma，緊挨著卡洛斯：而左腳鞋則放在史密斯身後。製作這個雕像的藝術家的簽名位於史密斯鞋子的背面，而卡洛斯的鞋子則是刻著2005年。
雕像的面孔寫實且富有情感。里戈23說：「這座雕像是用玻璃纖維製成的，這種玻璃纖維伸展在鋼支架上，外面還有一塊陶瓷磚。」使用3D掃描技術和計算機輔助虛擬成像對男性進行全身掃描而製成的。他們的運動褲和夾克是用深藍色陶瓷馬賽克拼製而成，而田徑服的條文則是以紅白兩色為主。
在2007年1月，加州歷史公園舉行了名為《Speed City: From Civil Rights to Black Power》的展覽，包括了美國聖荷西州所有的學生運動員。這些學生成為國際認證的公民權利和黑人權力行動的代表人士。

### 雪梨壁畫
在澳大利亞雪梨市中心附近新鎮的郊區有一個噴漆壁畫，繪製著他們三位在頒獎台上的畫面。有位名叫西爾維奧·奧弗里亞（Silvio Offria）的先生讓一位只知道叫做唐納德的藝術家在他位於利明頓巷（Leamington Lane）的房子牆壁上繪製這幅壁畫。他說諾曼在他去世前（2006年）不久就來到了他家看壁畫。他說：「他來拍了這幅畫，而且他看起來非常高興！」這個黑白的禮物（照片）名為“THREE PROUD PEOPLE MEXICO 68．”。在2010年這幅壁畫因為鐵路的建造而受到拆除的威脅，但現在被列為具有重要意義的遺產。

### 西奧克蘭壁畫
根據歷史上非洲裔美國人居住地西奧克蘭的鄰近地區─加利福尼亞，12街和曼德拉大道的轉角處有一幅大型壁畫，描繪了此次事件。有一段敘述寫著「Born with insight， raised with a fist」（Rage Against the Machine歌詞）；原先寫著 「It only takes a pair of gloves.」。2015年2月初，壁畫被夷為平地。這個私人地段曾經是一個加油站，而壁畫位於一棟廢棄建築物或棚屋的外牆上。主人想要尊重那位男士和當下的瞬間，但同時也想要一個壁畫，以防止被標記。當時紐約州正在監測該地點的水污染水平；測試結果為正常水平範圍內。「所以州政府下令拆除水箱、測試設備和拆除棚屋。」

### 音樂
- 瑞典樂團Nationalteatern（英语：Nationalteatern）在（1974年專輯）中的歌曲《Mr. John Carlos》講述了該事件及其後果。[40]
- 討伐體制樂團在《Testify》（2000年單曲）的封面中使用了兩位選手敬禮的照片。[41]
- 美國饒舌歌手肯德里克·拉马尔的單曲《HiiiPoWeR》（2011）的封面使用了本事件的照片。
- 由美國饒舌歌手運動衫小霸王（英语：Earl Sweatshirt）創作的歌曲《Hoarse》（2013）其中出現歌詞。
- 饒舌歌手杰斯的音樂錄影帶《The Story of O.J.》（2017年）出現描繪本抗議活動的片段。
- 彼得·佩雷特（英语：Peter Perrett）（樂團The Only Ones主唱）的歌曲《Shivers》，其中的一段歌詞為。
- 美國嘻哈樂團探索一族的歌曲《The Space Program》（2017）音樂錄影帶收錄了由法瑞尔·威廉姆斯模仿敬禮的片段。

## 作品
- The John Carlos Story: The Sports Moment That Changed the World, by John Carlos and Dave Zirin（英语：Dave Zirin）, Haymarket Books（英语：Haymarket Books） (2011) ISBN 978-1-60846-127-1
- Three Proud People (2000) [Mural]. 39 Pine Street Newtown NSW Australia.[42]

### 紀念
- 黑人權力致敬紀念雕像 37°20′08″N 121°52′57″W / 37.335495°N 121.882556°W

## 外部連結
- “The Politics of Hypocrisy”虛偽的政治 – 包括1968年11月6日哈佛克里姆森报（The Harvard Crimson）的授權摘錄。
- "Matt Norman， Director/Producer 'Salute'"（页面存档备份，存于）
- "El Black Power de Mexico: 40 años después" (Diario La Nación of Buenos Aires，November 10，2008)
- "This was my decision"（页面存档备份，存于） (Tommie Smith對於無聲抗議行動的自述，於2008年8月進行的訪談記錄)